# Tschornywody
Tschornywody (ukrainisch Чорниводи; russisch Черниводы/Tscherniwody, polnisch Czarna) ist ein Dorf in der ukrainischen Oblast Chmelnyzkyj mit etwa 1800 Einwohnern (2015).

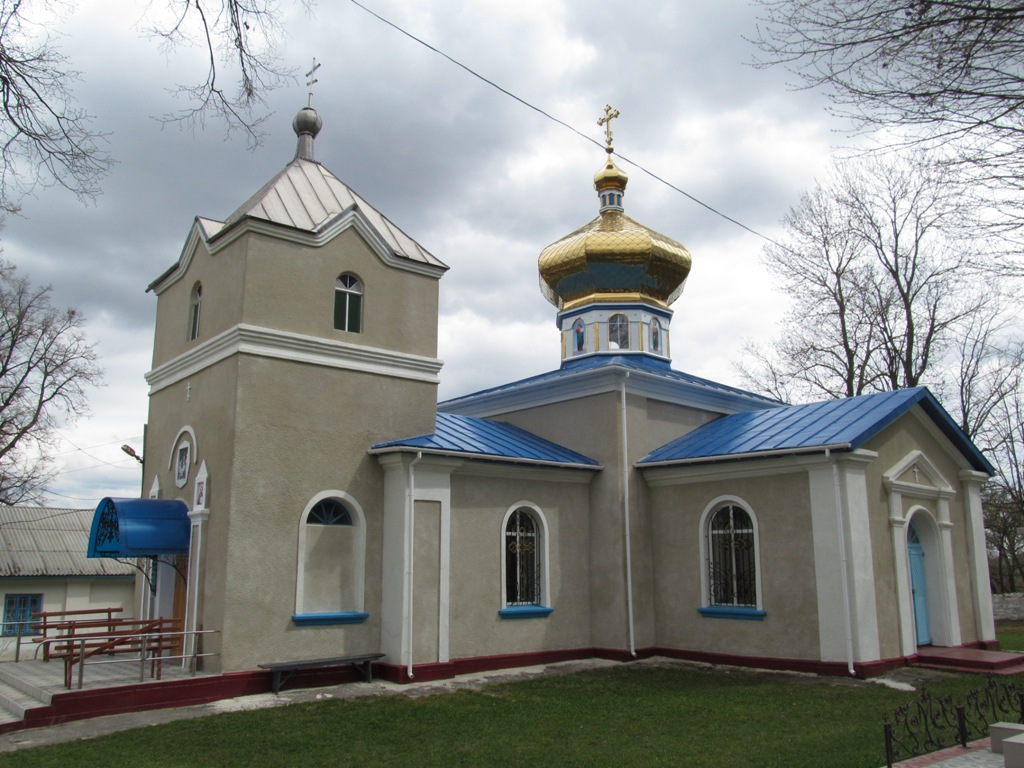
Kirche im Ort

In dem 1407 erstmals schriftlich erwähnten Dorf wurde 1972 ein heimatgeschichtliches Museum eröffnet.

## Geografie
Die Ortschaft mit einer Fläche von 3,755 km² liegt auf 282 m Höhe am Ufer der Tschornywidka (Чорнивідка), einem 30 km langen, linken Nebenfluss des Smotrytsch etwa 50 km südwestlich vom Oblastzentrum Chmelnyzkyj.
Am 10. August 2017 wurde das Dorf ein Teil der neugegründeten Stadtgemeinde Horodok, bis dahin bildete es zusammen mit den Dörfern Mudryholowy (Мудриголови) und Papirnja (Папірня) die gleichnamige Landratsgemeinde Tschornywody (Чорниводська сільська рада/Tschornywodska silska rada) im Osten des Rajons Horodok.
Am 17. Juli 2020 kam es im Zuge einer großen Rajonsreform zum Anschluss des Rajonsgebietes an den Rajon Chmelnyzkyj.

## Bevölkerungsentwicklung
Der Geschichte der Städte und Dörfer der Ukrainischen SSR gemäß zählte Tschornywody Anfang der 1970er Jahre 2616 Menschen. Bei den Volkszählungen von 1989 hatte der Ort 2239 Bewohner und 2001 wurden 2074 Einwohner gezählt. Bis 2015 nahm die Bevölkerung weiter auf 1818 Bewohner ab.